# Полицяк Петро Петрович
Петро́ Петро́вич Полиця́к (5 липня 1992 — 20 січня 2015) — український військовик, солдат Збройних Сил України. Один із «кіборгів». Герой України.

## Життєвий шлях
Подружжя Віри, сільської поштарки, і Петра Полицяків виховало чотирьох дочок — Аліну, Діану, Надію, Славіну, й сина Петра. Пройшов строкову службу у 80 ОДШБр. Мешкав в м. Дубно, їздив на заробітки до Києва, звідки і був призваний до Збройних Сил України в ході часткової мобілізації. Як стало відомо, після телефонного дзвінка з сільради, Петро не переховувався, військове спорядження йому придбав його роботодавець, офіцер-афганець, який також віддав йому свою афганську нагороду, а надалі — підтримував його батьків матеріально, доки син воював.
Стрілець, замкомвзводу, псевдо «Чорний», військовослужбовець 80 ОДШБр. Брав участь у боях за ДАП.
З побратимом Іваном 1,5 км виносив пораненого Ігоря Римаря, будучи беззбройними та під прицілом терористів. Пережив газову атаку терористів, востаннє подзвонив до батьків 20 січня. Відмовився сісти до останнього БТРа, будучи вже пораненим у руку, примусив поїхати побратима Олександра — батька двох дітей і дружина якого була вагітна третім. Лишився, бо мав приглядати ще й за побратимом, котрого не змогли евакуювати — Володимиром Бузенком, з переламаними ногами.
Загинув 20 січня 2015 року. Тіло було упізнано серед загиблих героїв, яких волонтери вивезли з аеропорту у дніпропетровський морг. Упізнаний за дідовим годинником, який узяв під час короткотермінової відпустки. Упізнати по родимці на лівій стороні обличчя не могли — лице було знівечене кастетом.
Залишилися батьки, четверо сестер та наречена.
20 лютого 2015 року був похований у селі Борбин. В останню дорогу Петра проводжало 3000 людей. 20—22 лютого в Млинівському районі було оголошено Дні жалоби.

## Нагороди
- Звання Герой України з удостоєнням ордена «Золота Зірка» (3 грудня 2021, посмертно) — за особисту мужність і героїзм, виявлені у захисті державного суверенітету та територіальної цілісності України[1]
- Орден «За мужність» III ст. (23 травня 2015, посмертно) — за особисту мужність і високий професіоналізм, виявлені у захисті державного суверенітету та територіальної цілісності України, вірність військовій присязі[2]
- Нагрудний знак «За оборону Донецького аеропорту» (посмертно)

## Вшанування пам'яті
- Почесний громадянин Острожецької громади (посмертно).
- Почесний громадянин Млинівського району (посмертно).
- У липні 2015 року у селі Борбин Млинівського району на фасаді будівлі Борбинської загальноосвітньої школи (вулиця Шкільна № 11), де навчався Петро, йому було відкрито меморіальну дошку.
- Вшановується в меморіальному комплексі «Зала пам'яті», в щоденному ранковому церемоніалі 20 січня[3][4].